# Lista personajelor din Tom și Jerry
Acest articol prezintă o listă a personajelor din seria de desene animate Tom și Jerry.

## Personaje principale
- Tom motanul

Thomas "Tom" Motanul este un motan albastru / gri care a apărut prima oară în 1940 în episodul Motanul e pus pe liber. Tom a fost inițial cunoscut sub numele de "Jasper" în timpul său de debut în acest episod, cu toate acestea, începând de la apariția sa în următorul episod "Gustarea de la miezul nopții" și în continuare, el este cunoscut ca „Tom”.
- Jerry șoarecele

Jerry Șoarecele este un șoarece maro, care a apărut pentru prima dată ca un șoarece anonim în 1940 în episodul "Motanul e pus pe liber". Ani mai târziu, William Hanna a dat șoarecelui numele ca "Jinx", în timp ce Joseph Barbera a susținut ca șoarecele să fie anonim în prima sa apariție.

## Personaje secundare
- Spike și Tyke

Spike (ocazional, denumit Butch sau Ucigașul) este un buldog puternic, tatăl lui Tyke. Tyke este un mic, dulce, fericit și iubitor cățeluș. El este fiul lui Spike. Spre deosebire de tatăl lui, Spike, Tyke nu vorbește. El a comunică numai prin scheunat, mârâit, expresii faciale și dând din coadă. În "Tom și Jerry Copii Show", Tyke are un rol vorbind în program și este prima dată când telespectatorii au putut să îl audă pe Tyke vorbind.
- Butch

Butch este un motan de stradă alb-negru care a apărut pentru prima dată în 1943 în episodul "Puișorul" alături de Topsy și Cap-Sec. Butch este liderul bandei de motani de stradă, care îl ajută pe Tom să îl prindă pe Jerry. În prima sa apariție, Butch a fost un antagonist, chinuindu-l pe Tom după ce tânăra stăpână a lui Tom l-a tratat ca un bebeluș, atunci când l-a îmbrăcat pe Tom într-un scutec, cu o bonetă și cu mănuși roz. Astfel costumat, Tom nu a putut ajuta în a îl prinde pe Jerry, dar a fost o figură amuzantă, atât pentru Butch cât și pentru banda sa, precum și pentru Jerry.
- Toodles Galore

Toodles Galore este o pisică femelă atractivă, albă, și se presupune că este iubita lui Tom. Deși Tom este un Casanova renumit, și a avut alte iubite înainte și după Toodles. Toodles este iubita care a apărut mai mult de trei ori, și este, probabil, cea mai cunoscută. Tom a trebuit să concureze de două ori împotriva lui Butch și o dată împotriva lui Spike / Ucigașul pentru afecțiunea lui Toodles , și a pierdut de fiecare dată. Toodles este unul dintre animalele cele mai schimbate în serie, păstrându-și numai coada , nasul și urechile ei.
- Mami DoiPantofi

Mami DoiPantofi este o cameristă afro-americană, proprietara lui Tom. 
- Tuffy

Vezi: Tuffy
Tuffy (sau Nibbles) este un șoarece gri orfan, salvat de Jerry.
- Rățoiul

Un alt personaj din seria "Tom și Jerry" a fost Micul Rățoi. El apare în "Micuțul rățoi", "Doctorul de rațe", "Rățoiul", "Rățoiul trist", "Spre sud", "E mămica mea", "Rățușca fericită" și "Rățușca invizibilă". Rățoiul vorbește, în comparație cu Tom și Jerry. În numeroase episoade, el este singurul care vorbește. El este foarte încrezător, îl crede chiar și pe Tom, în multe situații în care motanul dorește să-l mănânce. El este un prieten al lui Jerry, dar spre deosebire de acesta, el nu are resentimente față de Tom.
- Fulger

Fulger este un motan de culoare roșu-portocaliu care a apărut pentru prima dată în 1948 în episodul "Înlocuitorul lui Tom", ca rivalul lui Tom. Fulger este numit ca atare, deoarece, în primul său episod, el practic se mișcă cu viteza fulgerului. În episoadele de  mai târziu, Fulger apare adesea ca unul dintre motanii se stradă prietenii / rivali ai lui Tom. Fanii au confundat uneori pe Fulger cu Cap-Sec, deși cei doi motani nu sunt identici și au apărut unul câte unul în două episoade.
- Topsy

Topsy este un mic  motan gri / maro. El este fie un prieten de-al lui Tom sau se împrietenește cu Jerry. El a apărut pentru prima dată în episodul "Puișorul", apoi a apărut în episodul "Sâmbătă seara". În episodul "Profesorul Tom" Topsy este în mod explicit o pisica de casă; de cele mai multe ori, el este descris ca un motan de stradă sau ca un pisoi cu origini necunoscute.
- Cap-Sec

Acest maro, soios, în general tont, motan a apărut prima oară în 1943 în episodul "Mâțe la ananghie", ca rival al lui Tom. Cap-Sec mai târziu a reapărut în "Puișorul" și în alte episoade ca unul dintre motanii de stradă prietenii / rivali ai lui Tom . Fanii au confundat ocazional pe Cap-Sec cu Fulger, deși cei doi motani nu sunt identici și au apărut unul câte unul în două episoade.
- George și Joan

George și Joan sunt un cuplu tânăr, din clasa de mijloc, de culoare albă, care au debutat prima oară în 1954 în episodul "Problema animalelor de casă". Ei sunt noii proprietari ai lui Tom și Spike, dar lui Tom îi place să rămână în compania Joanei și lui Spike place să rămână în compania lui George. Joan este soția lui George și este văzută de multe ori, fie gătitind în bucătărie, sau așezată pe fotoliul său, tricotând sau cusând o rochie cu Tom în compania ei. George pe de altă parte este soțul Joanei, el urăște facturilor lunare și reclamă faptul că acestea sunt prea scumpe. Dar când el nu se plânge despre facturi,  stă așezat pe fotoliu sau pe canapea, citind ziarul purtând costumul lui smart purpuriu sau gri cu Spike rămânând în compania lui. Atât George cât și Joan sunt foarte amabili și politicoși unul cu celălalt și Tom și Spike la fel. În "Problema animalelor de casă", George și Joan au decis să-l păstrează pe Jerry ca animal de casă pentru că este ușor să se uite după el și nu mănâncă prea mult și le spun lui Tom și lui Spike să plece. Cu toate acestea, în episoadele de mai târziu cu George și Joan, Tom și Spike încă trăiesc fericiți împreună cu ei și Jerry nu este cunoscut cuplului și el nu mai este un animal de companie.
- Jeannie

Jeannie este o adolescentă obișnuită care petrece o mare parte a timpului vorbind la telefon cu prietenii de școală despre problemele lor și activitățile ei. Jeannie este bona copilului lui George și al Joanei, și ei adesea apelează la ea ca să aibă grijă de copil în cazul în care ei ies în oraș. Jeannie face un salt direct la telefon imediat ce George și Joan au închis ușa, ceea ce ne arată că ea nu ia în serios slujba ei. În ciuda acestui fapt, Jeannie este foarte amabilă, prietenoasă, veselă și își pierde rar zâmbetul, cu excepția cazului când îl ceartă pe Tom pentru că "deranjează copilul", despre care ea crede că are scopul de-a o enerva. Jeannie a fost văzută în două episoade, "Prieteni ocupați" și "Paznici la bonă".
- Vărul George

Vărul George este vărul lui Tom văzut în 1957 în episodul "Timidul" și într-un episod din "Tom și Jerry Copii Show". George arată la fel ca Tom, dar el este îngrozit de șoareci. Reușește să-și învingă teama cu ajutorul vărului său, Tom, împreună cu care îl sperie pe Jerry. Vărul George are tonul vocii foarte tremurat.
- Vărul Mușchi

Vărul Mușchi este vărul lui Jerry și a apărut doar în episodul "Vărul lui Jerry". El este de aceeași înălțime ca Jerry, dar vorbește cu o voce fermă și puterea lui poate doborî ușor un motan. Vărul Mușchi a fost chemat la Jerry, deoarece avea probleme cu Tom. Când Vărul Mușchi îl vede pe Tom, el îl apucă și îi spune lui motanului replica celebră a lui Spike "Ascultă, motănel!", dar pe un ton mai dur.Este un șoarece cu foarte puțin mai mare decât Jerry. Vărul Mușchi are coadă mai mică decât Jerry,iar Jerry,în deosebire de vărul său,Vărul Mușchi,Jerry nu poate vorbi.
- Unchiul Pecos

Unchiul Pecos este unchiul lui Jerry și a apărut doar în episodul "Pacoste de unchi". El este cel care îi rupe mustățile lui Tom pentru a le folosi pe post de corzi pentru chitară dar de fiecare dată i se rup asa-zisele "corzi".
- Clint Clobber

Clint Clobber este stăpânul lui Tom și Jerry în seria lui Gene Deitch el apare în 4 episoade Dicky Moe ca căpitan,Sorry Safari ca vânător,High Steaks ca bucătar,și Down and Outing ca pescar.Tom îi face zile fripte lui Clint Clobber și atunci când se supără îl pedepsește.  